# Бергер, Отто
Отто Бергер (чеш. Otto Berger; 22 января 1873 года, Слатина-над-Упоу, округ Наход — 30 июня 1897 года, Махов, округ Наход) — чешский виолончелист.
Начал учиться музыке у своей матери, с 1877 г. жил с семьёй в Махове. Затем учился в бенедиктинской гимназии в Броумове, выступал в составе семейного фортепианного трио вместе с двумя братьями. В 1885—1892 гг. учился в Пражской консерватории, сперва у Франтишека Гегенбарта, затем у Гануша Вигана.
Ещё студентом на рубеже 1891—1892 гг. по приглашению своего учителя Вигана вошёл в первоначальный состав Чешского квартета, в котором играл до 1894 г., когда прогрессирующее заболевание лёгких перестало позволять ему активную концертную деятельность. В конце жизни числился профессором Пражской консерватории, но к проведению занятий приступить так и не смог.
Автор Восточной сюиты (фр. Suite orientale) для малого оркестра и нескольких камерных сочинений.
Умер от туберкулёза.